# 玛丽·德·法兰西
玛丽·德·法兰西（英語：Marie de France）12世纪英格兰女诗人，可能生于今法国，其作品流传于当时亨利二世宫廷，以法语创作诗歌，是已知的第一位法语圈女诗人。她受到了盎格鲁-诺曼人的影响，熟练掌握拉丁语及中古英语。